# Copa Federal de Fútbol Femenino 2023
La Copa Federal de Fútbol Femenino 2023 fue la tercera edición de esta competición oficial organizada por la Asociación del Fútbol Argentino.
El torneo contó con una fase preliminar y una fase final. Durante la segunda parte de la temporada 2023 se dieron a conocer los equipos clasificados de la Fase preliminar metropolitana, clasificando los ocho primeros equipos de la tabla anual del Campeonato de Primera División A hasta la fecha 5 del Copa de la Liga Femenina. Por su parte, la Fase preliminar regional la organizó el Consejo Federal. En la fase final participaron 16 equipos.
El sorteo se realizó el 28 de diciembre del 2023.
El campeón fue el Club Atlético Boca Juniors, que obtuvo su trigésimo primer título a nivel local y el primer título en esta competición, siendo esta la única del fútbol argentino que no había logrado conquistar aún.

## Formato
El torneo se llevó a cabo a través de la clasificación de clubes de la Primera División A y Ligas del Interior. Contó con dos fases preliminares:
- Fase Preliminar Regional: Fue organizada por el Consejo Federal y clasificó a 8 equipos provenientes de las Ligas del Interior a la fase final.
- Fase Preliminar Metropolitana: Fue organizada por la AFA. Participaron los mejores 8 equipos de la Primera División A de la tabla anual hasta la fecha 5 del Segundo Torneo 2023.
- Fase Nacional: Los 16 equipos clasificados se eliminaron entre sí por el formato de eliminación directa en partidos hasta alcanzar la final donde se consagró al campeón.

## Equipos participantes

### Primera División A
| Boca Juniors | Independiente   | Platense    | Racing Club |
| River Plate  | Rosario Central | San Lorenzo | UAI Urquiza |

### Ligas del Interior
| All Boys (Santa Rosa) | Atlético Tucumán | Camioneros  | Cooperativa Textil    |
| Deportivo SOMRA       | Pacífico         | San Luis FC | Santa María de Oro FC |

#### Intervención y desafiliación de San Luis FC
El 13 de diciembre de 2023, una auditoría descubrió un movimiento de 300 millones de pesos realizado por la secretaria de Deportes de San Luis y presidenta de San Luis FC, Cintia Ramírez, al club, 2 días antes de la finalización de su cargo. A raíz de esto, el gobierno provincial liderado por Claudio Poggi realizó una intervención que tendría 3 meses de duración en el club en el inicio de investigaciones y se denunció penalmente a Ramírez por malversación de fondos públicos. Esta intervención fue en contra del reglamento y del Estatuto de la AFA, que por medio del Consejo Federal le solicitó a la Liga Sanluiseña la desafiliación del club mientras estuviera intervenido.
Debido a esta situación el equipo no pudo disputar el torneo y se declaró ganador del duelo por octavos de final a Boca Juniors, que de esta manera avanzó a cuartos de final.

### Distribución geográfica de los equipos
| Región                  | Cant. | Equipos                                                             |
| ----------------------- | ----- | ------------------------------------------------------------------- |
| Conurbano bonaerense    | 5     | UAI Urquiza, Racing Club, Platense, Independiente y Deportivo SOMRA |
| Ciudad de Buenos Aires  | 3     | Boca Juniors, River Plate y San Lorenzo                             |
| Provincia de Santa Fe   | 1     | Rosario Central                                                     |
| Provincia de San Luis   | 1     | San Luis FC                                                         |
| Provincia de Entre Ríos | 1     | Santa María de Oro FC                                               |
| Provincia de Neuquén    | 1     | Pacífico                                                            |
| Provincia de La Pampa   | 1     | All Boys                                                            |
| Provincia de Chaco      | 1     | Cooperativa Textil                                                  |
| Provincia de Córdoba    | 1     | Camioneros                                                          |
| Provincia de Tucumán    | 1     | Atlético Tucumán                                                    |

## Fase final

### Cuadro de desarrollo
|  | Octavos de final                        | Octavos de final           | Octavos de final                        |               |                                         | Cuartos de final | Cuartos de final | Cuartos de final |  |                                      | Semifinales  | Semifinales  | Semifinales  |  |                                      | Final         | Final         | Final         |  |
|  | 30 y 31 de enero                        | 30 y 31 de enero           | 30 y 31 de enero                        |               |                                         | 3 y 4 de febrero | 3 y 4 de febrero | 3 y 4 de febrero |  |                                      | 8 de febrero | 8 de febrero | 8 de febrero |  |                                      | 11 de febrero | 11 de febrero | 11 de febrero |  |
|  |                                         |                            |                                         |               |                                         |                  |                  |                  |  |                                      |              |              |              |  |                                      |               |               |               |  |
|  |                                         |                            |                                         |               |                                         |                  |                  |                  |  |                                      |              |              |              |  |                                      |               |               |               |  |
|  | Bandera de la Ciudad de Buenos Aires    | Boca Juniors (w/o)         | -                                       |               |                                         |                  |                  |                  |  |                                      |              |              |              |  |                                      |               |               |               |  |
|  | Bandera de la Ciudad de Buenos Aires    | Boca Juniors (w/o)         | -                                       |               |                                         |                  |                  |                  |  |                                      |              |              |              |  |                                      |               |               |               |  |
|  | Bandera de la Provincia de San Luis     | San Luis FC                | -                                       |               |                                         |                  |                  |                  |  |                                      |              |              |              |  |                                      |               |               |               |  |
|  | Bandera de la Provincia de San Luis     | San Luis FC                | -                                       |               | Bandera de la Ciudad de Buenos Aires    | Boca Juniors     | 1 (7)            |                  |  |                                      |              |              |              |  |                                      |               |               |               |  |
|  |                                         |                            |                                         |               | Bandera de la Ciudad de Buenos Aires    | Boca Juniors     | 1 (7)            |                  |  |                                      |              |              |              |  |                                      |               |               |               |  |
|  |                                         |                            | Bandera de la Provincia de Buenos Aires | Platense      | 1 (6)                                   |                  |                  |                  |  |                                      |              |              |              |  |                                      |               |               |               |  |
|  | Bandera de la Provincia de Buenos Aires | Platense                   | Bandera de la Provincia de Buenos Aires | Platense      | 1 (6)                                   | 6                |                  |                  |  |                                      |              |              |              |  |                                      |               |               |               |  |
|  | Bandera de la Provincia de Buenos Aires | Platense                   |                                         |               |                                         |                  |                  |                  |  |                                      |              |              |              |  |                                      |               |               |               |  |
|  | Bandera de la Provincia del Chaco       | Cooperativa Textil (Chaco) | 0                                       |               |                                         |                  |                  |                  |  |                                      |              |              |              |  |                                      |               |               |               |  |
|  | Bandera de la Provincia del Chaco       | Cooperativa Textil (Chaco) | 0                                       |               |                                         |                  |                  |                  |  | Bandera de la Ciudad de Buenos Aires | Boca Juniors | 1 (4)        |              |  |                                      |               |               |               |  |
|  |                                         |                            |                                         |               |                                         |                  |                  |                  |  | Bandera de la Ciudad de Buenos Aires | Boca Juniors | 1 (4)        |              |  |                                      |               |               |               |  |
|  |                                         |                            | Bandera de la Provincia de Buenos Aires | Racing Club   | 1 (2)                                   |                  |                  |                  |  |                                      |              |              |              |  |                                      |               |               |               |  |
|  | Bandera de la Provincia de Buenos Aires | Racing Club                | Bandera de la Provincia de Buenos Aires | Racing Club   | 1 (2)                                   | 7                |                  |                  |  |                                      |              |              |              |  |                                      |               |               |               |  |
|  | Bandera de la Provincia de Buenos Aires | Racing Club                |                                         |               |                                         |                  |                  |                  |  |                                      |              |              |              |  |                                      |               |               |               |  |
|  | Bandera de la Provincia de La Pampa     | All Boys (La Pampa)        | 0                                       |               |                                         |                  |                  |                  |  |                                      |              |              |              |  |                                      |               |               |               |  |
|  | Bandera de la Provincia de La Pampa     | All Boys (La Pampa)        | 0                                       |               | Bandera de la Provincia de Buenos Aires | Racing Club      | 1                |                  |  |                                      |              |              |              |  |                                      |               |               |               |  |
|  |                                         |                            |                                         |               | Bandera de la Provincia de Buenos Aires | Racing Club      | 1                |                  |  |                                      |              |              |              |  |                                      |               |               |               |  |
|  |                                         |                            | Bandera de la Provincia de Buenos Aires | Independiente | 0                                       |                  |                  |                  |  |                                      |              |              |              |  |                                      |               |               |               |  |
|  | Bandera de la Provincia de Buenos Aires | Independiente              | Bandera de la Provincia de Buenos Aires | Independiente | 0                                       | 6                |                  |                  |  |                                      |              |              |              |  |                                      |               |               |               |  |
|  | Bandera de la Provincia de Buenos Aires | Independiente              |                                         |               |                                         |                  |                  |                  |  |                                      |              |              |              |  |                                      |               |               |               |  |
|  | Bandera de la Provincia de Córdoba      | Camioneros (Córdoba)       | 1                                       |               |                                         |                  |                  |                  |  |                                      |              |              |              |  |                                      |               |               |               |  |
|  | Bandera de la Provincia de Córdoba      | Camioneros (Córdoba)       | 1                                       |               |                                         |                  |                  |                  |  |                                      |              |              |              |  | Bandera de la Ciudad de Buenos Aires | Boca Juniors  | 2             |               |  |
|  |                                         |                            |                                         |               |                                         |                  |                  |                  |  |                                      |              |              |              |  | Bandera de la Ciudad de Buenos Aires | Boca Juniors  | 2             |               |  |
|  |                                         |                            | Bandera de la Ciudad de Buenos Aires    | San Lorenzo   | 1                                       |                  |                  |                  |  |                                      |              |              |              |  |                                      |               |               |               |  |
|  | Bandera de la Provincia de Santa Fe     | Rosario Central            | Bandera de la Ciudad de Buenos Aires    | San Lorenzo   | 1                                       | 3                |                  |                  |  |                                      |              |              |              |  |                                      |               |               |               |  |
|  | Bandera de la Provincia de Santa Fe     | Rosario Central            |                                         |               |                                         |                  |                  |                  |  |                                      |              |              |              |  |                                      |               |               |               |  |
|  | Bandera de la Provincia de Entre Ríos   | Santa María de Oro (E.R.)  | 1                                       |               |                                         |                  |                  |                  |  |                                      |              |              |              |  |                                      |               |               |               |  |
|  | Bandera de la Provincia de Entre Ríos   | Santa María de Oro (E.R.)  | 1                                       |               | Bandera de la Provincia de Santa Fe     | Rosario Central  | 0                |                  |  |                                      |              |              |              |  |                                      |               |               |               |  |
|  |                                         |                            |                                         |               | Bandera de la Provincia de Santa Fe     | Rosario Central  | 0                |                  |  |                                      |              |              |              |  |                                      |               |               |               |  |
|  |                                         |                            | Bandera de la Ciudad de Buenos Aires    | River Plate   | 1                                       |                  |                  |                  |  |                                      |              |              |              |  |                                      |               |               |               |  |
|  | Bandera de la Ciudad de Buenos Aires    | River Plate                | Bandera de la Ciudad de Buenos Aires    | River Plate   | 1                                       | 7                |                  |                  |  |                                      |              |              |              |  |                                      |               |               |               |  |
|  | Bandera de la Ciudad de Buenos Aires    | River Plate                |                                         |               |                                         |                  |                  |                  |  |                                      |              |              |              |  |                                      |               |               |               |  |
|  | Bandera de la Provincia de Buenos Aires | Deportivo SOMRA            | 0                                       |               |                                         |                  |                  |                  |  |                                      |              |              |              |  |                                      |               |               |               |  |
|  | Bandera de la Provincia de Buenos Aires | Deportivo SOMRA            | 0                                       |               |                                         |                  |                  |                  |  | Bandera de la Ciudad de Buenos Aires | River Plate  | 1            |              |  |                                      |               |               |               |  |
|  |                                         |                            |                                         |               |                                         |                  |                  |                  |  | Bandera de la Ciudad de Buenos Aires | River Plate  | 1            |              |  |                                      |               |               |               |  |
|  |                                         |                            | Bandera de la Ciudad de Buenos Aires    | San Lorenzo   | 2                                       |                  |                  |                  |  |                                      |              |              |              |  |                                      |               |               |               |  |
|  | Bandera de la Ciudad de Buenos Aires    | San Lorenzo                | Bandera de la Ciudad de Buenos Aires    | San Lorenzo   | 2                                       | 4                |                  |                  |  |                                      |              |              |              |  |                                      |               |               |               |  |
|  | Bandera de la Ciudad de Buenos Aires    | San Lorenzo                |                                         |               |                                         |                  |                  |                  |  |                                      |              |              |              |  |                                      |               |               |               |  |
|  | Bandera de la Provincia de Tucumán      | Atlético Tucumán           | 0                                       |               |                                         |                  |                  |                  |  |                                      |              |              |              |  |                                      |               |               |               |  |
|  | Bandera de la Provincia de Tucumán      | Atlético Tucumán           | 0                                       |               | Bandera de la Ciudad de Buenos Aires    | San Lorenzo      | 1                |                  |  |                                      |              |              |              |  |                                      |               |               |               |  |
|  |                                         |                            |                                         |               | Bandera de la Ciudad de Buenos Aires    | San Lorenzo      | 1                |                  |  |                                      |              |              |              |  |                                      |               |               |               |  |
|  |                                         |                            | Bandera de la Provincia de Buenos Aires | UAI Urquiza   | 0                                       |                  |                  |                  |  |                                      |              |              |              |  |                                      |               |               |               |  |
|  | Bandera de la Provincia de Buenos Aires | UAI Urquiza                | Bandera de la Provincia de Buenos Aires | UAI Urquiza   | 0                                       | 4                |                  |                  |  |                                      |              |              |              |  |                                      |               |               |               |  |
|  | Bandera de la Provincia de Buenos Aires | UAI Urquiza                |                                         |               |                                         |                  |                  |                  |  |                                      |              |              |              |  |                                      |               |               |               |  |
|  | Bandera de la Provincia del Neuquén     | Pacífico                   | 1                                       |               |                                         |                  |                  |                  |  |                                      |              |              |              |  |                                      |               |               |               |  |
|  | Bandera de la Provincia del Neuquén     | Pacífico                   | 1                                       |               |                                         |                  |                  |                  |  |                                      |              |              |              |  |                                      |               |               |               |  |
|  |                                         |                            |                                         |               |                                         |                  |                  |                  |  |                                      |              |              |              |  |                                      |               |               |               |  |

### Resultados

#### Octavos de final
| 31 de enero, 09:00 | Boca Juniors | w/o | San Luis FC | Predio Lionel Andrés Messi, Ezeiza |  |

| 31 de enero, 09:00 | Platense                                                  | 6:0 (2:0) | Cooperativa Textil (Chaco) | Predio Lionel Andrés Messi, Ezeiza |                          |
|                    | Spenig 10' 43' 76' 86' · Sanabria 64' · Rivera 86' (a.g.) | Reporte   |                            | Árbitra: Bettina Cingari           | Árbitra: Bettina Cingari |

| 31 de enero, 17:00 | Racing Club                                                  | 7:0 (4:0) | All Boys (La Pampa) | Predio Lionel Andrés Messi, Ezeiza |                           |
|                    | Gómez 7' · Bueno 23' 33' 86' 88' · Ramírez 29' · Nardone 49' | Reporte   |                     | Árbitra: Micaela Abelardo          | Árbitra: Micaela Abelardo |

| 31 de enero, 17:00 | Independiente                                                | 6:1 (4:0) | Camioneros (Córdoba)  | Predio Lionel Andrés Messi, Ezeiza |                              |
|                    | Barroso 9' 45+1' · Varela 22' 34' · Almada 85' · Ojeda 90+1' | Reporte   | Bustamante 59' (pen.) | Árbitra: Selene Coria Ávalos       | Árbitra: Selene Coria Ávalos |

| 1 de febrero, 09:00 | Rosario Central                | 3:1 (2:0) | Santa María de Oro (E.R.) | Predio Lionel Andrés Messi, Ezeiza |                                    |
|                     | Gómez 8', 45' · Salguero 90+3' | Reporte   | Mesistrano 69'            | Árbitra: Estela Álvarez De Olivera | Árbitra: Estela Álvarez De Olivera |

| 1 de febrero, 09:00 | River Plate                                                                        | 7:0 (2:0) | Deportivo SOMRA | Predio Lionel Andrés Messi, Ezeiza |                         |
|                     | Gómez 28' · Marijuan 31' · Díaz 56' · Birizamberri 66' 71' · Primo 74' · Galli 88' | Reporte   |                 | Árbitra: Lorena Sánchez            | Árbitra: Lorena Sánchez |

| 1 de febrero, 17:00 | San Lorenzo                                       | 4:0 (1:0) | Atlético Tucumán | Predio Lionel Andrés Messi, Ezeiza |                           |
|                     | Barrera 18' · Gómez 85' · Zacmon 88' · Medina 90' | Reporte   |                  | Árbitra: Ariadna Palacios          | Árbitra: Ariadna Palacios |

| 1 de febrero, 17:00 | UAI Urquiza                                          | 4:1 (2:1) | Pacífico (Neuquén) | Predio Lionel Andrés Messi, Ezeiza |                         |
|                     | Natta 20' · Pereyra 24' · Calvo 48' · De Ángelis 67' | Reporte   | Soto 34'           | Árbitra: Aldana Arrieta            | Árbitra: Aldana Arrieta |

#### Cuartos de final
| 3 de febrero, 09:00 | Boca Juniors                                                             | 1:1 (0:1) (7:6 p.)         | Platense                                                                    | Predio Lionel Andrés Messi, Ezeiza |                          |
|                     | Montero 90+7' (a.g.)                                                     | Reporte                    | Sanabria 14'                                                                | Árbitra: Mariela Martino           | Árbitra: Mariela Martino |
|                     |                                                                          | Tiros desde el punto penal |                                                                             |                                    |                          |
|                     | Cruz · Masagli · Flores · Mayorga · Núñez · Huber · Palomar · Dos Santos |                            | Spenig · Montero · Viñals · Gorozo · Barone · Pellico · Espinoza · Sanabria |                                    |                          |

| 3 de febrero, 09:00 | Racing Club | 1:0 (0:0) | Independiente | Predio Lionel Andrés Messi, Ezeiza  |                                     |
|                     | Bueno 47'   | Reporte   |               | Árbitra: Adriana Álvarez de Olivera | Árbitra: Adriana Álvarez de Olivera |

| 4 de febrero, 09:00 | Rosario Central | 0:1 (0:1) | River Plate | Predio Lionel Andrés Messi, Ezeiza |                          |
|                     |                 | Reporte   | Primo 40'   | Árbitra: Luciana Petrela           | Árbitra: Luciana Petrela |

| 4 de febrero, 09:00 | San Lorenzo | 1:0 (0:0) | UAI Urquiza | Predio Lionel Andrés Messi, Ezeiza |                          |
|                     | Zacmon 87'  | Reporte   |             | Árbitra: Luciana Sánchez           | Árbitra: Luciana Sánchez |

#### Semifinales
| 8 de febrero, 09:00 | Boca Juniors                             | 1:1 (0:1) (4:2 p.)         | Racing Club                      | Predio Lionel Andrés Messi, Ezeiza |                                |
|                     | Núñez 57' (pen.)                         | Reporte                    | Bueno 34'                        | Árbitra: María Laura Fortunato     | Árbitra: María Laura Fortunato |
|                     |                                          | Tiros desde el punto penal |                                  |                                    |                                |
|                     | Stábile · Masagli · Cruz · Arias · Huber |                            | Ramírez · Bueno · Sachs · Moreno |                                    |                                |

| 8 de febrero, 09:00 | River Plate | 1:2 (1:0) | San Lorenzo                     | Predio Lionel Andrés Messi, Ezeiza |                          |
|                     | Díaz 44'    | Reporte   | Medina 55' (pen.) · Fonseca 70' | Árbitra: Salomé Di Iorio           | Árbitra: Salomé Di Iorio |

#### Final
| 11 de febrero, 17:00 | Boca Juniors               | 2:1 (1:1) | San Lorenzo | Estadio Ciudad de Caseros, Caseros |                             |
|                      | Núñez 12' · Dos Santos 46' | Reporte   | Medina 35'  | Árbitra: Roberta Echeverría        | Árbitra: Roberta Echeverría |

##### Ficha del partido
| 1           | Guardameta     | Laurina Oliveros   |     |
| 4           | Defensa        | Julieta Cruz       | 86' |
| 23          | Defensa        | Miriam Mayorga     |     |
| 19          | Defensa        | Yohana Masagli     |     |
| 6           | Defensa        | Eliana Stábile     | 86' |
| 5           | Centrocampista | Vanina Preininger  |     |
| 26          | Centrocampista | Lorena Benítez     | 36' |
| 10          | Centrocampista | Camila Gómez Ares  | 72' |
| 18          | Centrocampista | Clarisa Huber      |     |
| 11          | Delantero      | Kishi Núñez        | 72' |
| 20          | Delantero      | Celeste Dos Santos |     |
| Entrenadora | Entrenadora    | Florencia Quiñones |     |

| 1          | Guardameta     | Solana Pereyra        |     |
| 14         | Defensa        | Magalí Molina         |     |
| 13         | Defensa        | Virginia Gómez        |     |
| 2          | Defensa        | Gisel Vidal           |     |
| 7          | Defensa        | Florencia Coronel     | 85' |
| 8          | Centrocampista | Maricel Pereyra       |     |
| 16         | Centrocampista | Araceli Candela Cejas | 45' |
| 22         | Centrocampista | Rocío Vázquez         |     |
| 10         | Centrocampista | Eliana Medina         |     |
| 25         | Centrocampista | Sabina Coronel        | 57' |
| 20         | Delantero      | Johana Barrera        | 45' |
| Entrenador | Entrenador     | Livio Prieto          |     |

| 14 | Centrocampista | Brisa Priori      | 36' |
| 13 | Centrocampista | Estefanía Palomar | 72' |
| 8  | Delantero      | Agustina Arias    | 72' |
| 32 | Defensa        | Eugenia Flores    | 86' |
| 46 | Defensa        | Mariana Gaitán    | 86' |

| 9  | Delantero      | Juana Fonseca        | 45' |
| 28 | Centrocampista | Luciana Zacmon       | 45' |
| 4  | Centrocampista | Mariangela Magdaleno | 57' |
| 11 | Defensa        | Débora Molina        | 85' |
|    |                |                      |     |

| Anotado | 12' | Kishi Núñez        | 1–0 |
| Anotado | 46' | Celeste Dos Santos | 2–1 |

| Anotado | 35' | Eliana Medina | 1–1 |

|  |

| Amonestado | 25'   | Yohana Masagli    |
| Amonestado | 52'   | Vanina Preininger |
| Amonestado | 90+1' | Agustina Arias    |

| Amonestado | 40' | Candela Cejas        |
| Amonestado | 75' | Mariangela Magdaleno |

| Árbitra             | Roberta Echeverría |
| Árbitras asistentes | Mariana De Almeida |
| Árbitras asistentes | Daiana Milone      |
| Cuarta árbitra      | Bettina Cingari    |
| Quinta árbitra      | Daniela Lanzafame  |

| 1           | Guardameta     | Laurina Oliveros   |     |
| 4           | Defensa        | Julieta Cruz       | 86' |
| 23          | Defensa        | Miriam Mayorga     |     |
| 19          | Defensa        | Yohana Masagli     |     |
| 6           | Defensa        | Eliana Stábile     | 86' |
| 5           | Centrocampista | Vanina Preininger  |     |
| 26          | Centrocampista | Lorena Benítez     | 36' |
| 10          | Centrocampista | Camila Gómez Ares  | 72' |
| 18          | Centrocampista | Clarisa Huber      |     |
| 11          | Delantero      | Kishi Núñez        | 72' |
| 20          | Delantero      | Celeste Dos Santos |     |
| Entrenadora | Entrenadora    | Florencia Quiñones |     |

| 1          | Guardameta     | Solana Pereyra        |     |
| 14         | Defensa        | Magalí Molina         |     |
| 13         | Defensa        | Virginia Gómez        |     |
| 2          | Defensa        | Gisel Vidal           |     |
| 7          | Defensa        | Florencia Coronel     | 85' |
| 8          | Centrocampista | Maricel Pereyra       |     |
| 16         | Centrocampista | Araceli Candela Cejas | 45' |
| 22         | Centrocampista | Rocío Vázquez         |     |
| 10         | Centrocampista | Eliana Medina         |     |
| 25         | Centrocampista | Sabina Coronel        | 57' |
| 20         | Delantero      | Johana Barrera        | 45' |
| Entrenador | Entrenador     | Livio Prieto          |     |

| 14 | Centrocampista | Brisa Priori      | 36' |
| 13 | Centrocampista | Estefanía Palomar | 72' |
| 8  | Delantero      | Agustina Arias    | 72' |
| 32 | Defensa        | Eugenia Flores    | 86' |
| 46 | Defensa        | Mariana Gaitán    | 86' |

| 9  | Delantero      | Juana Fonseca        | 45' |
| 28 | Centrocampista | Luciana Zacmon       | 45' |
| 4  | Centrocampista | Mariangela Magdaleno | 57' |
| 11 | Defensa        | Débora Molina        | 85' |
|    |                |                      |     |

| Anotado | 12' | Kishi Núñez        | 1–0 |
| Anotado | 46' | Celeste Dos Santos | 2–1 |

| Anotado | 35' | Eliana Medina | 1–1 |

|  |

| Amonestado | 25'   | Yohana Masagli    |
| Amonestado | 52'   | Vanina Preininger |
| Amonestado | 90+1' | Agustina Arias    |

| Amonestado | 40' | Candela Cejas        |
| Amonestado | 75' | Mariangela Magdaleno |

| Árbitra             | Roberta Echeverría |
| Árbitras asistentes | Mariana De Almeida |
| Árbitras asistentes | Daiana Milone      |
| Cuarta árbitra      | Bettina Cingari    |
| Quinta árbitra      | Daniela Lanzafame  |

|                                  |
|                                  |
| Campeón Boca Juniors 1.er título |

## Goleadoras
| Jugadora              | Equipo          | Goles |
| --------------------- | --------------- | ----- |
| Rocío Bueno           | Racing Club     | 6     |
| Belén Spenig          | Platense        | 4     |
| Eliana Medina         | San Lorenzo     | 3     |
| Valentina Barroso     | Independiente   | 2     |
| Carolina Birizamberri | River Plate     | 2     |
| Milagros Díaz         | River Plate     | 2     |
| Daiana Gómez          | Rosario Central | 2     |
| Kishi Núñez           | Boca Juniors    | 2     |
| Catalina Primo        | River Plate     | 2     |
| Yuliana Sanabria      | Platense        | 2     |
| Brenda Varela         | Independiente   | 2     |
| Luciana Zacmon        | San Lorenzo     | 2     |